# Forrest Towns
Forrest Grady (Spec) Towns (Fitzgerald, 6 februari 1914 – Athens, 9 april 1991) was een Amerikaanse atleet, die faam verwierf op de 110 m horden. Hij werd op dit onderdeel in 1936 olympisch kampioen en verbeterde driemaal het wereldrecord. Hij was ook de eerste atleet ter wereld die op de 110 m horden de 14 secondegrens doorbrak.

## Biografie

### Trainen in eigen achtertuin
Towns ging in Augusta, Georgia, naar school, waar hij in de tijd dat hij de high school volgde, American football speelde. Aan hardlopen deed hij niet; zijn ouders waren te arm om een paar goede hardloopschoenen voor hem te kunnen kopen.
In 1933 'verdiende' hij een atletiekstudiebeurs aan de universiteit van Georgia (UGA), nadat een atletiekjournalist hem een keer had zien hoogspringen in zijn eigen achtertuin, waar hij voor zichzelf een hoogspring-installatie had gebouwd. Op de universiteit trof hij als trainer Weems Baskin, die in 1927 NCAA-kampioen was geworden op de 120 yd horden. Deze wist hem over te halen om van hoogspringen over te stappen op hordelopen. Baskin was van mening dat Towns voor de horden meer aanleg had.

### Olympisch kampioen
Liep hij in 1934 nog 15,1 s, een jaar later had Towns zijn beste prestatie op de 110 m horden reeds naar 14,4 bijgesteld, om ten slotte in 1936 zijn absolute top te bereiken. In 1935 had hij al zijn eerste Amerikaanse studententitel veroverd, waarna hij een jaar later, op 19 juni 1936, tijdens de studentenkampioenschappen in Chicago in 14,1 een wereldrecord wist te realiseren. Hierdoor werd Towns de eerste atleet uit de staat Georgia die naar de Olympische Spelen werd uitgezonden. In Berlijn evenaarde hij zijn eigen wereldrecord van 14,1 in de halve finale, om ten slotte met een tijd van 14,2 olympisch kampioen geworden.

### Barrière doorbroken
Drie weken later trad hij aan voor een wedstrijd in het Bislett Stadion in Oslo. Het werd voor allen die erbij aanwezig waren een bijzondere ervaring. In het verslag van de race in het Noorse Sportsmanden wordt vermeld, dat het leek of Forrest Towns na een bliksemstart vloog. "Wat wij ons het meest zullen herinneren van deze voetzoekerrace? Welnu, zijn start. En de wijze waarop hij over de horden zweefde, met sterk voorovergebogen bovenlijf en armen die hem leken aan te drijven – waarbij hij boven elke horde met zijn arm zijn been leek te raken – en nooit zullen we zijn finish vergeten. (..) Zelfs 10 meter na de finish was zijn snelheid nog onverminderd!" Alle aanwezige stopwatches stonden na afloop binnen een tiende van elkaar: 13,7, 13,7 en 13,8. Voor het eerst in de geschiedenis had een mens de 14 secondebarrière doorbroken. Had Forrest Towns zelf 13,7 verwacht? "Ben je gek? Ik had het niet voor mogelijk gehouden om sneller te gaan dan 13,9 of 14,0." Dit wereldrecord zou pas in 1950 worden verbroken.
In 1937 werd Towns voor de tweede maal NCAA-kampioen op de 120 yd horden, terwijl hij in 1938 de Amerikaanse indoortitel op de 65 m horden veroverde. Later dat jaar liep hij tijdens de Millrose Games in totaal vijf races over 60 yd horden, waarbij hij tweemaal in 7,4 het bestaande wereldrecord evenaarde.

### Einde atletiekloopbaan
Na beëindiging van zijn actieve atletiekloopbaan werd Forrest Towns in 1938 eerst assistent-atletiekcoach op de universiteit van Georgia en vanaf 1942 hoofdcoach, een positie die hij behield tot 1975. Hij overleed op de leeftijd van 77 jaar in zijn woonplaats Athens in Georgia. Ter herinnering aan hem is de UGA-atletiekbaan de Spec Towns Track genoemd en wordt er jaarlijks de Spec Towns invitational gehouden.

## Titels
- Olympisch kampioen 110 m horden - 1936
- Amerikaans kampioen 110 m horden - 1936
- Amerikaans indoorkampioen 65 m horden - 1938
- NCAA-kampioen 120 yd horden - 1935, 1937

## Persoonlijk record
| Discipline   | Prestatie      | Datum            | Plaats |
| ------------ | -------------- | ---------------- | ------ |
| 110 m horden | 13,7 s (ex-WR) | 27 augustus 1936 | Oslo   |

## Palmares

### 65 m horden
- 1938:  Amerikaanse indoorkamp. - 8,7 s

### 110 m horden
- 1936:  Amerikaanse kamp. - 14,2 s
- 1936:  OS - 14,2 s

1896: Tom Curtis ·
1900: Alvin Kraenzlein ·
1904: Frederick Schule ·
1908: Forrest Smithson ·
1912: Fred Kelly ·
1920: Earl Thomson ·
1924: Daniel Kinsey ·
1928: Sydney Atkinson ·
1932: George Saling ·
1936: Forrest Towns ·
1948: William Porter ·
1952: Harrison Dillard ·
1956: Lee Calhoun ·
1960: Lee Calhoun ·
1964: Hayes Jones ·
1968: Willie Davenport ·
1972: Rod Milburn ·
1976: Guy Drut ·
1980: Thomas Munkelt ·
1984: Roger Kingdom ·
1988: Roger Kingdom ·
1992: Mark McKoy ·
1996: Allen Johnson ·
2000: Anier García ·
2004: Liu Xiang ·
2008: Dayron Robles ·
2012: Aries Merritt ·
2016: Omar McLeod ·
2020: Hansle Parchment ·
2024: Grant Holloway